# Adviesraad Gevaarlijke Stoffen
De Adviesraad Gevaarlijke Stoffen was een adviesorgaan van de Nederlandse regering en het parlement.
Deze raad is in 2004 door het kabinet ingesteld. De taak van de raad was om de regering en het parlement te adviseren over de manier waarop met beleid en wetgeving ongevallen en rampen met gevaarlijk stoffen voorkomen konden worden. Daarbij ging het om zowel het gebruik, de opslag, de productie en het vervoer van gevaarlijke stoffen. Ook gaf de raad advies over technische en organisatorische maatregelen om de gevolgen van dergelijke ongevallen en rampen te beperken.
Voorzitter was Jan Kerstens.
In 2012 is de raad opgegaan in de Raad voor de leefomgeving en infrastructuur samen met de Raad voor Verkeer en Waterstaat, de Raad voor het Landelijk Gebied en de VROM-raad.